# Monaco-Stad
Monaco-Stad of Monaco-Ville is de oude vestingstad van Monaco. De oude naam voor Monaco-Ville is Monoikos. De wijk telt 1151 inwoners.
Monaco-Ville is een van de tien quartiers (wijken) en voormalige gemeente van Monaco en staat bekend als le rocher oftewel de rots. Deze naam heeft de wijk te danken aan het feit dat ze gelegen is op een 65 meter hoge rotsformatie die de Middellandse Zee insteekt.

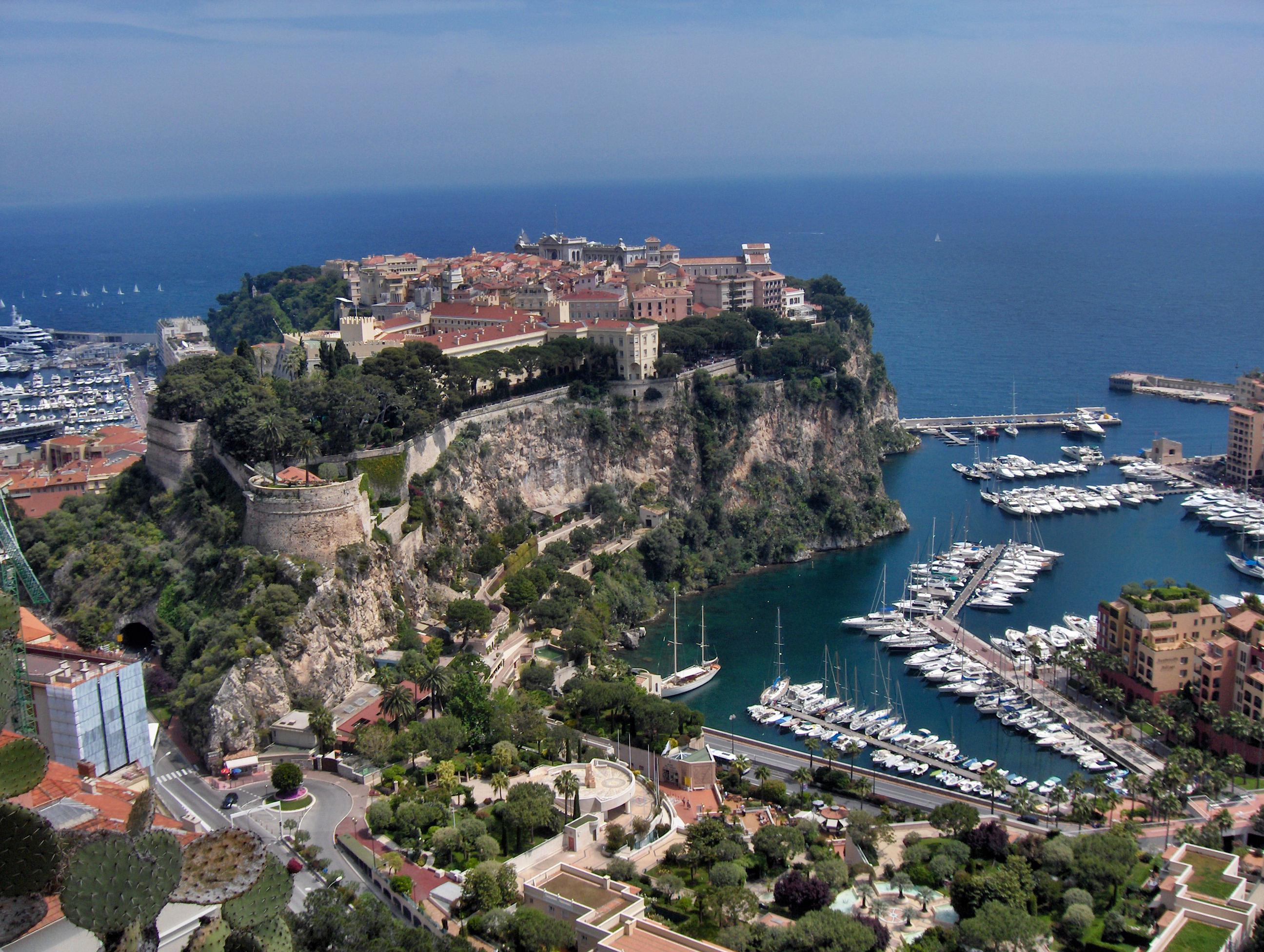
Foto van de Rots

Monaco-Ville heeft het karakter van een dorp vanwege de smalle straatjes. Het Prinselijk Paleis, de kathedraal en het Musée Océanographique de Monaco zijn hier gevestigd. Verder zijn er te bezichtigen: Fort Antoine uit 1709. Van de in 1215 door Fulco di Castello gebouwde citadel resteren slechts de Tour de Serravalle en een deel van de oostgevel.
Hoewel Monaco-Ville in het dichtstbevolkte land ter wereld ligt, heeft Monaco-Ville de uitstraling van een middeleeuws dorp met een hart dat bijna volledig uit rustige voetgangersstraten bestaat waar het na zonsondergang doorgaans verlaten is. De ontelbare toeristen die Monaco-Ville en het Plein van het Paleis bezoeken, kunnen als vervoer alleen lokale voertuigen gebruiken, tot aan de rots, en motorfietsen zijn na 22.00 uur niet toegestaan op straat.

## Afbeeldingen

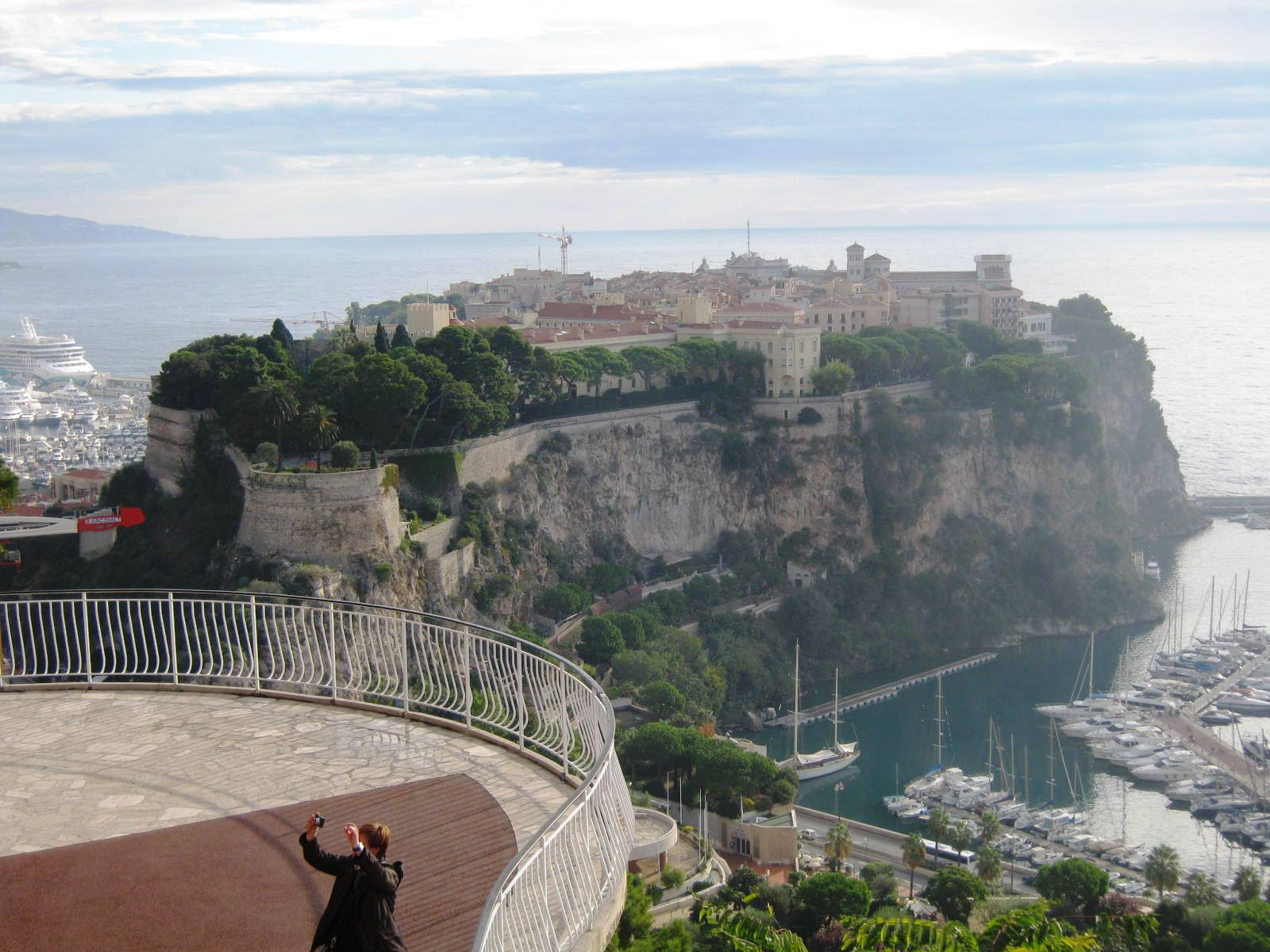
Rots met het stadje Monaco.
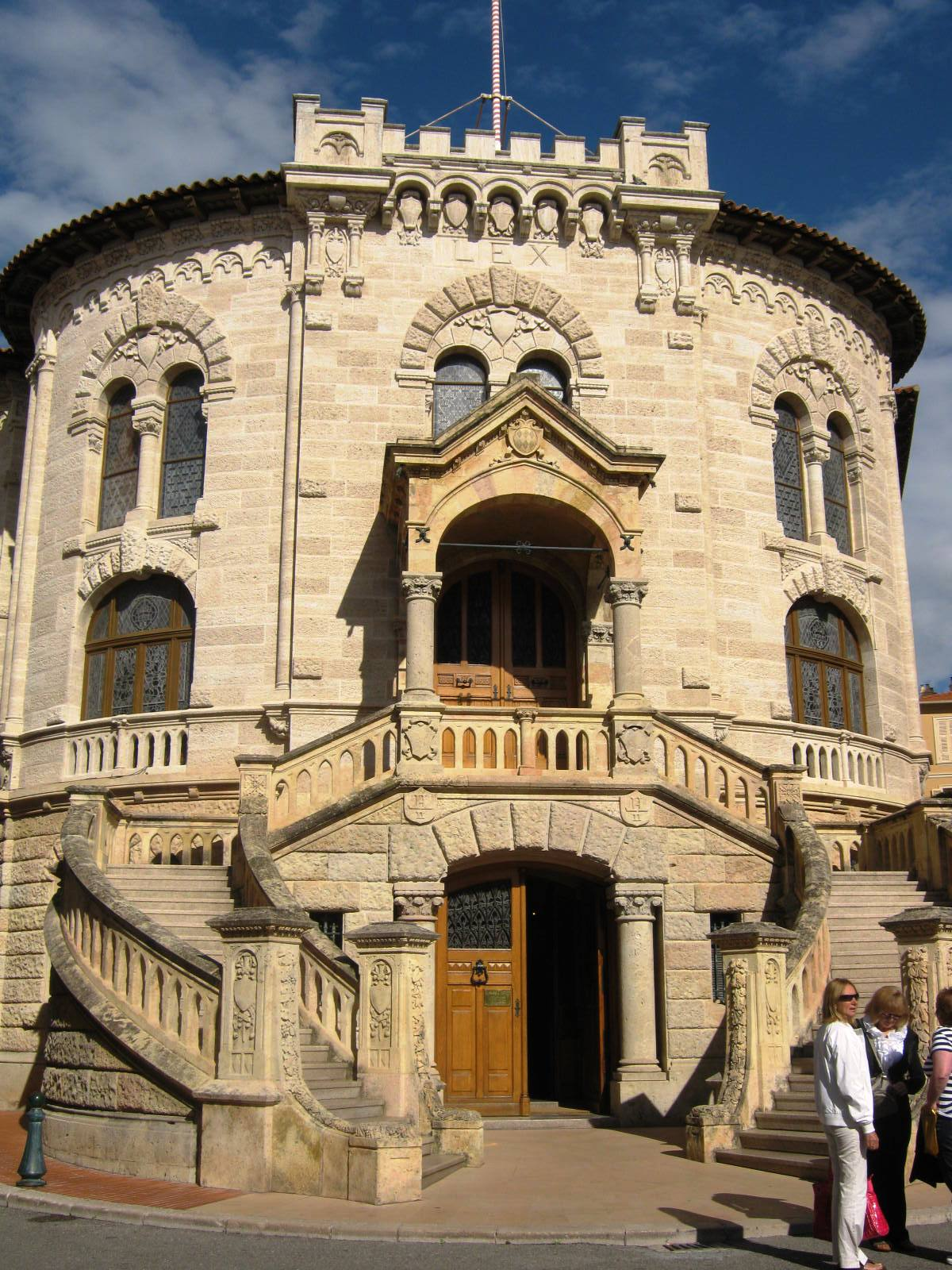
Palais de Justice
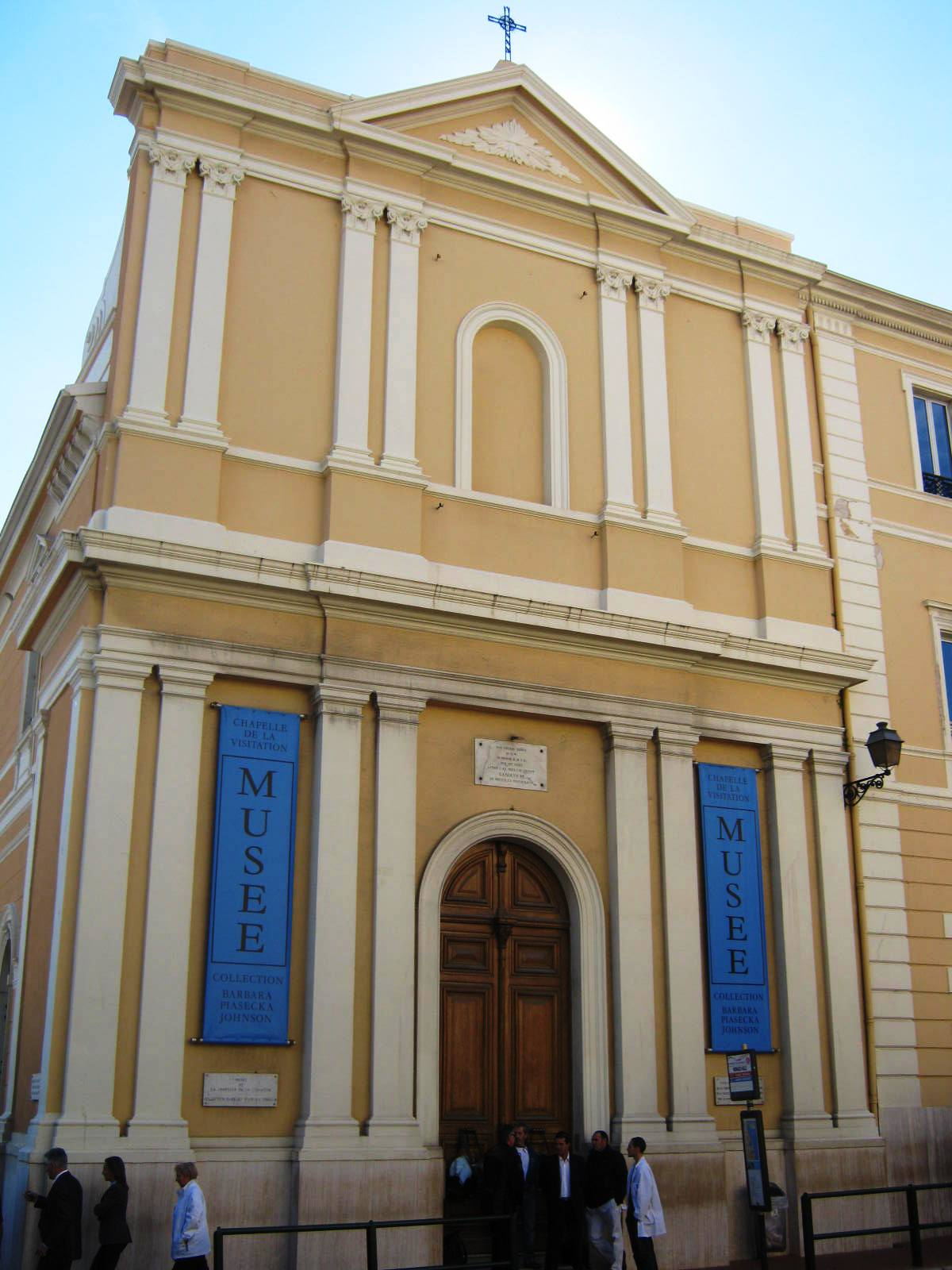
Musee de la Chapelle de la Visitation.
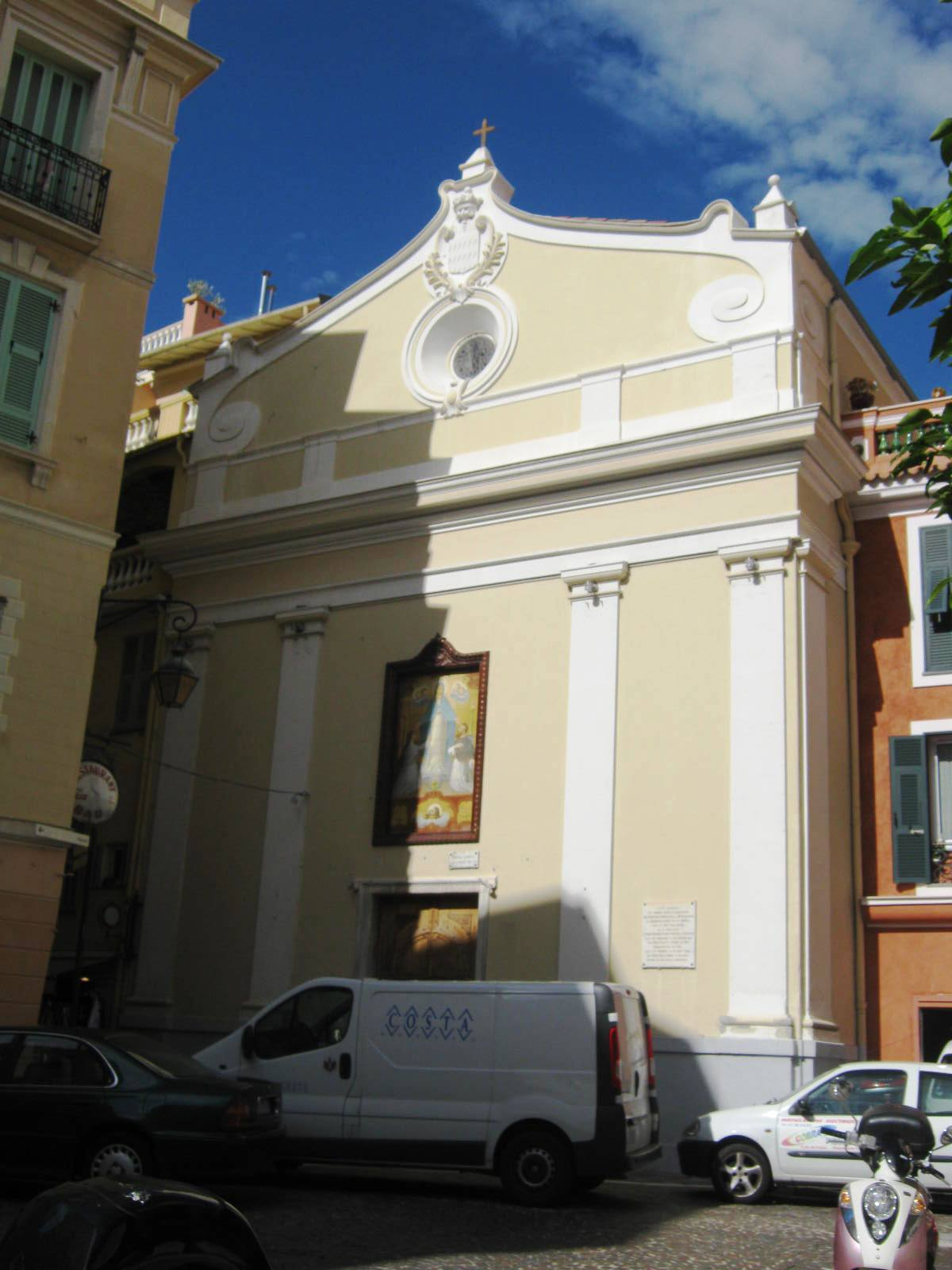
Chapelle de la Confrérie.